# ロンドン交通局

ロンドン交通局の現在と将来の鉄道路線のルートマップ

ロンドン交通局（ロンドンこうつうきょく、英語: Transport for London、略称: TfL）は、イングランドのグレーター・ロンドンの公共交通事業を所管する地方行政機関である。交通政策の実行と公共交通システムの運営を業務とする。TfLは、ロンドン地下鉄、ドックランズ・ライト・レイルウェイといった鉄道機関や、ロンドンバス、ロンドンタクシー、トラムリンク、河川交通から、高速道路のルートや自転車利用のルールなど、グレーターロンドン内の様々な交通網を管轄下に置く。グレーターロンドン内を走るナショナル・レールは管轄外だが、ロンドン・オーバーグラウンドとエリザベス・ラインはTfLの管轄である。

## 運営
ロンドン交通局はロンドン市長に任命された役員会により運営 され、市長は役員会の議長も兼ねる。ロンドン交通局長は交通局各部局を指揮し、役員会への報告を行う。

## 歴史
ロンドン交通局は1999年グレーター・ロンドン・オーソリティー法 (Greater London Authority Act 1999) に基づき設立されたグレーター・ロンドン・オーソリティーの一機関である。前身であるロンドン地域交通局 (London Regional Transport) を2000年に引き継いで設立されたが、ロンドン地下鉄の運営は官民共同会社 (Public-private partnership) との維持に関する契約が締結された2003年まで延期された。タクシーの管理は以前は警察の所管だった。ロンドン交通局とその前身機関の業務書類はロンドン交通関係文書局が保管するが、初期の書類の一部はロンドン文書保管局にある。

## 組織
ロンドン交通局は三つの機関に分かれ、それぞれ異なる交通機関を所掌する。
- ロンドン地下鉄はチューブと呼ばれるロンドンの地下鉄の運行と民間に委託された維持業務の管理を行う。この機関は以下三つの下部機関に分かれている。
  - BCV:ベーカールー、セントラル、ヴィクトリア、ウォータールー&シティの各線
  - JNP: ジュビリー, ノーザン、ピカデリーの各線
  - SSR（半地表鉄道、英語: Sub Surface Railway）:メトロポリタン、ディストリクト、サークル、ハマースミス&シティの各線
  - エリザベス線:ナショナル・レールから移管された地上区間(クロスレール計画の一部)の運営維持。エリザベス線の全線開通以前はTfL Railのブランド名で運行されていた。実際の運行は入札で決められ、全通当初は香港MTRが落札し担当。2025年5月からは東京メトロ・住友商事・欧州旅客大手による合弁会社が7年契約（オプション2年付き）で担当する予定[3]。
- ロンドン・レールは以下の業務を所掌する。
  - ロンドン域内のナショナル・レール運営会社間の調整
  - ロンドン・オーバーグラウンド:実際の運営は委託された民間企業が、維持はネットワークレールが行う。
  - ドックランズ・ライト・レイルウェイ (DLR)、東ロンドンの自動運転によるライトレールであり、運営と維持は民間企業に委託されている。
  - ロンドントラム、ロンドンの路面電車の運営を民間企業に委託して運営する。2010年現在ロンドンの路面電車はトラムリンクのみだが、その他の路線の計画もある。
- 地上交通は以下の機関からなる。
  - ロンドンバスはロンドン全体の赤いバスの多くの民間企業との契約により運営する。センターコム、ロンドンバスコントロールセンターと共同でサザークにある24時間非常事態対応センターを運営する。
  - ロンドン・ダイアル・ア・ライドはロンドン全体で障害者向け乗合小型バスの運営を行う。
  - ロンドン・リバー・サービスはロンドン市内のテムズ川の旅客船の許認可、調整を行う。
  - ロンドン・ストリートはロンドンの道路網の管理を行う。
  - コンジェスチョン・チャージ
  - 公共車両事務所 (英語: Public Carriage Office) は有名なロンドンタクシーとハイヤーの許認可を行う。
  - ロンドンの長距離バスの主要発着点であるヴィクトリア・コーチ・ステーション
  - サイクリングセンターはロンドンでの自転車利用の普及とバークレー・サイクル・ハイヤー計画の運営会社との契約を担当している。
  - 歩行者部は歩行者の利便性向上を担当する。
  - ロンドン道路安全部は広告を通じて安全な交通機関利用方法の啓蒙を行う。
  - 地域安全部は警察と連携してバスの不正乗車、犯罪の取り締まりを行う。
  - 交通取締部は市街中心部の駐停車禁止区域の違反車両の取り締まりを行う。
  - 貨物部は「ロンドン貨物輸送計画」の策定[4]と各種貨物輸送改善計画の補佐を行っている。

各主要ユニットは固有の異なるカラーリング、各ユニットの略号などを横棒部に記載したロンドン交通局のラウンデルロゴを持つ。青の文字なしロゴはロンドン交通局全体を示している。各部局の色彩は宣伝広報物や交通局ウェブサイトに広く用いられる。

## 料金
ロンドン交通局傘下のほとんどの交通機関が固有の単一料金・徴収システムを持つ。バスとトラムの切符、地下鉄とDLRの切符はそれぞれ共通である。

### トラベルカード
交通機関固有の料金システムに加え、ゾーン毎に1日から1年の各種有効期間や、利用可能時間無制限、オフピーク専用の時間制限をもつトラベルカードがある。これらトラベルカードはDLR、バス、鉄道、路面電車、地下鉄で利用でき、テムズ川の船舶には割引を受けることができるものもある。

### オイスターカード
オイスター・カードは2003年に導入されたICカードであり、プリペイド式 (pay as you go) で利用ごとに運賃を差し引かれる方式のほか、トラベルカードや各種定期券類の機能をもつものがあり、利用時は黄色いカードリーダーにカードを近づける。カードリーダーは紙の切符と併用のゲート付自動改札機に取りつけられているほか、ゲートのない単独のリーダーもある。2010年からプリペイド式オイスター・カードはロンドン市内のナショナル・レールでも利用可能になった。プリペイド式オイスター・カードを利用する場合、1日の最大料金は利用区間の1日乗車券と同額になる。

## ジャーニー・プランナー
ロンドン交通局は「ジャーニー・プランナー (Journey Planner) 」と呼ばれるウェブ上の乗り換え案内サービスを提供しており、公共交通機関、自転車を利用した場合の移動計画が検索できる。

## アルコール禁止

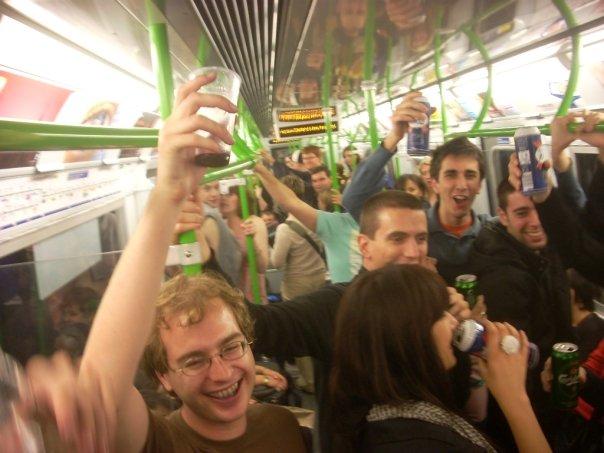
乗車中のアルコールが禁止される前日に地下鉄車内で飲酒して騒ぐ人々

2008年6月1日、地下鉄、オーバーグラウンド、バス、路面電車、DLRおよび駅構内での飲酒、開封された酒類の携帯が禁止された。ロンドン市長と交通局はこの禁止令は安全と快適を乗客に提供するため、としている。
禁止前日には「地下鉄での最後のひと騒ぎ (Last Round on the Underground)」と称する催しが複数行われた。アルコール禁止令が条例化されるまでの間はアルコール禁止のための強制手段は没収または廃棄しかなかった。

## 2006年オナー・リスト
2005年7月7日のロンドン同時爆破事件のあと、地上交通局長、地下鉄局長を含む多くの交通局関係者が生存者救出、遺体搬出、復旧作業、通勤客の帰宅支援などを称えられ、2006年オナー・リスト (2006 New Year honours list) に記載された。
その他、同リストに記載されたのは以下の局員。
- David Boyce、駅助役
- John Boyle、運転士
- Peter Sanders、駅長
- Alan Dell、バス地域マネージャー
- John Gardner、非常事態対応

## ロンドン交通博物館
ロンドン交通局はコヴェント・ガーデンにあり、ロンドンの交通に関する文化遺産を保存、展示するロンドン交通博物館を所有、運営している。ロンドン交通博物館はアクトンに車庫を保有しており、市内中心部にある博物館本館では展示できない道路運送車両、鉄道車両、街路表示、広告などが収蔵されている。アクトン車庫は年数回一般公開されるほか、保存車両がメトロポリタン線で運転されることもある。